# Riverdance

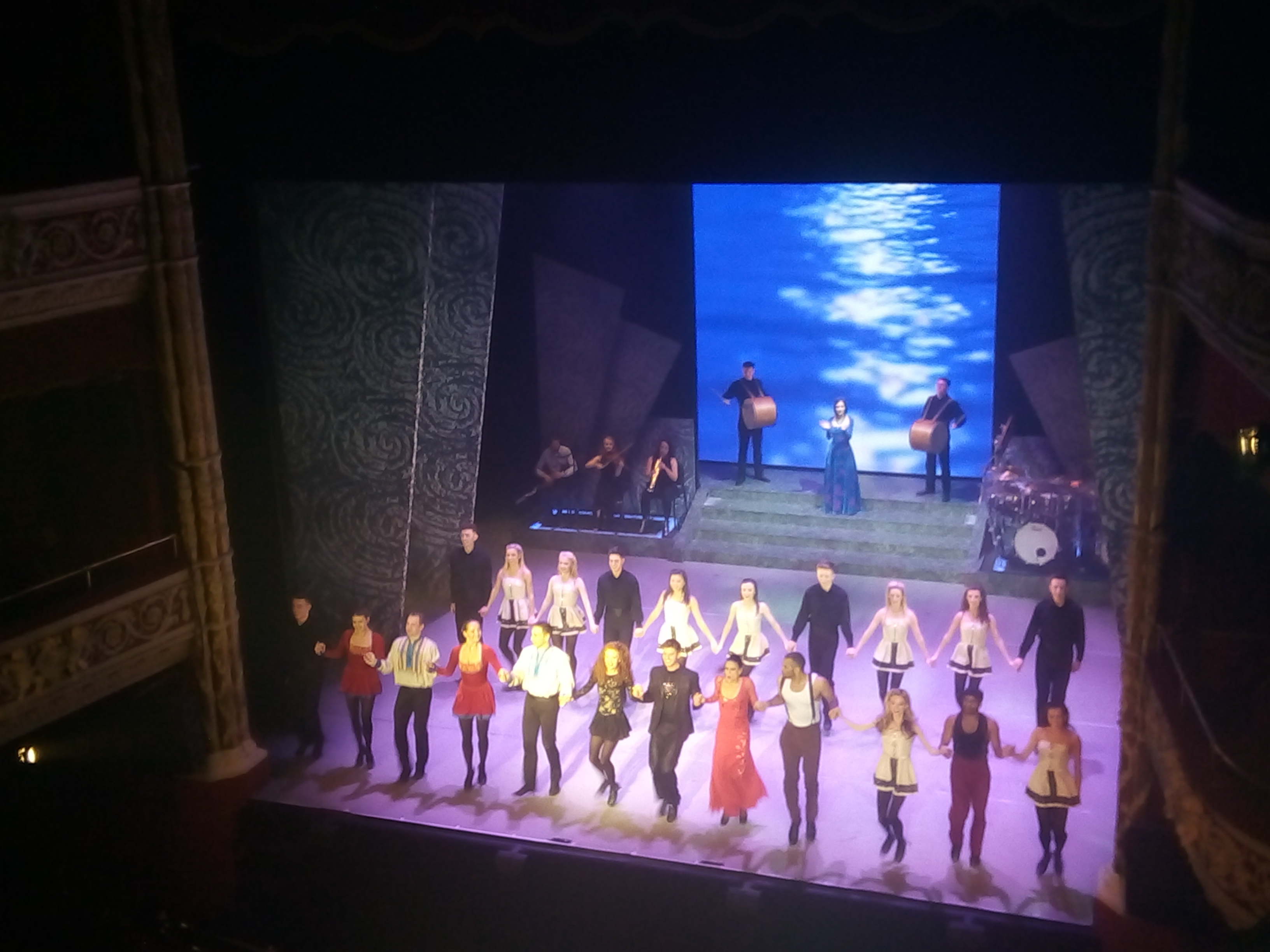
Występ Riverdance w Gaiety Theatre w Dublinie, 2019

Riverdance - tytuł wokalno-tanecznego widowiska opartego na tradycji i kulturze irlandzkiej. Z partyturą skomponowaną przez Billa Whelana, powstał jako występ interwałowy podczas Konkursu Piosenki Eurowizji w 1994 roku. Od tego czasu show odwiedziło ponad 450 miejsc na całym świecie i zostało obejrzane na żywo przez ponad 25 milionów ludzi, co czyni go jedną z najbardziej popularnych produkcji tanecznych na świecie.

## Historia
Po raz pierwszy show wykonano 30 kwietnia 1994 roku jako 7-minutowe przedstawienie interwałowe podczas Konkursu Piosenki Eurowizji w Dublinie. Występ został transmitowany do około 300 milionów widzów na całym świecie, oraz otrzymał głośne oklaski od czterotysięcznej widowni konkursu. Występ jest często uważany za najlepszy interwał konkursu Eurowizji. 9 lutego 1995 grupa wystąpiła po raz pierwszy wykonując pełnometrażowe przedstawienie w teatrze The Point w Dublinie. W składzie zespołu znaleźli się mistrzowie tańca irlandzkiego - Jean Butler i Michael Flatley, a także grupa wokalna Anúna. Wszystkie bilety na pokazywane przez cztery tygodnie show były wyprzedane w ciągu 3 dni.
Z powodu konfliktu z producentami Flatley opuścił wkrótce zespół. Liderem grupy został Colin Dunne; odszedł w 1998.
Po sukcesach w wielu miastach europejskich Riverdance dało pokaz w Radio City Music Hall w Nowym Jorku. Tu także osiągnięto wielki sukces. Grupę ogłoszono międzynarodowym fenomenem.
Obecne produkcje grupy nastawione są na występy w mniejszych teatrach. Odchodzi się od wystawiania show na wielkich scenach. Rezultatem jest zmniejszenie liczby tancerzy do 20. We wcześniejszych wersjach występowały 24 czy nawet 32 osoby. Poszczególne grupy występujące w określonych miejscach noszą nazwy irlandzkich rzek: Boyne (grupa występująca w Ameryce Północnej), Corrib (Europa) i Foyle (Irlandia).

## Folklor irlandzki
Przedstawienie wykorzystuje liczne elementy kultury celtyckiej: ludowe tańce (step irlandzki, slip jig i inne), piosenki, podania, mity i legendy, stroje, zabawy.
Riverdance rozpowszechniło modę na naukę, szkoły i konkursy tańca irlandzkiego na całym świecie. Jakkolwiek zarzuca się artystom, że pokazują wypaczone oblicze folkloru irlandzkiego. Przedstawienia realizowane są z wielkim rozmachem i tzw. broadwayowskim stylu, a wspomniane elementy kulturowe są w znacznym stopniu modyfikowane.